# Brookers Merocyanin
Brookers Merocyanin (auch MOED als Abkürzung der Bezeichnung 1-Methyl-4-[(oxocyclohexadienyliden)ethyliden]-1,4-dihydropyridin) ist ein Farbstoff, dessen Farbe in Lösung vom Lösungsmittel abhängt.

## Eigenschaften
Brookers Merocyanin wurde 1951 von Leslie G. S. Brooker entwickelt. MOED besitzt solvatochrome Eigenschaften, d. h., es ändert je nach umgebendem Lösungsmittel oder pH-Wert sein Absorptionsspektrum und sein Fluoreszenz-Emissionsspektrum.

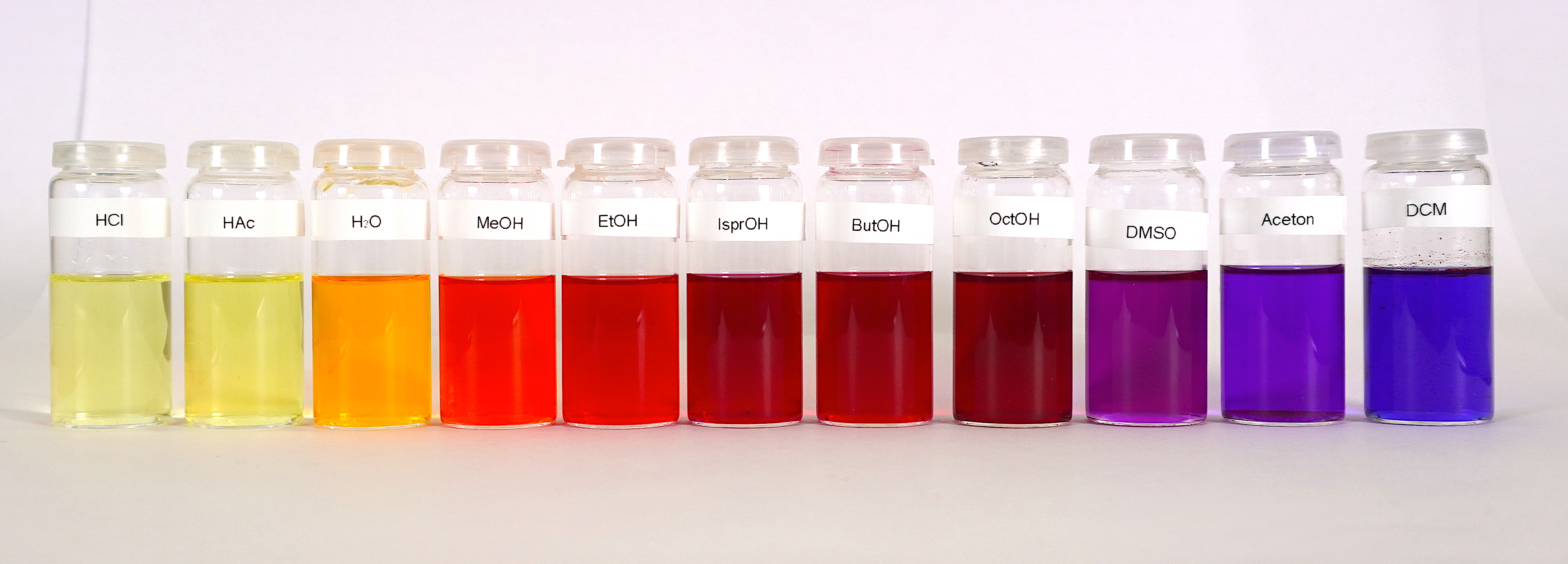
MOED in verschiedenen Lösungsmitteln

MOED kann in zwei Resonanzstrukturen vorliegen, als neutrales Molekül und als Zwitterion. In polarer Umgebung dominiert die gelbe zwitterionische Form, während in Chloroform oder Aceton das blaue neutrale Molekül vorherrscht. Je polarer das Lösungsmittel, desto kleiner ist die Frequenz bzw. desto größer die Wellenlänge.

## Synthese
Durch Methylierung von 4-Methylpyridin mit Methyliodid entsteht 1,4-Dimethylpyridiniumiodid. Dessen Reaktion mit 4-Hydroxybenzaldehyd und anschließende Zugabe wässriger Base erzeugt MOED.

## Anwendungen
Aufgrund der solvatochromen Eigenschaften wird MOED, wie auch der Reichardt-Farbstoff, als Indikator für die Polarität einer Lösung verwendet. Weiterhin können bei Lösungen durch Veränderung der Lösungsmittelkonzentrationen definierte Farben eingestellt werden. Weitere Verwendungen werden untersucht. MOED ändert seine Farbe und seine Fluoreszenz bei einer Bindung an DNA und kann zur Bestimmung der Konzentration gereinigter DNA-Lösungen verwendet werden.